# 헤르만 바우케
헤르만 바우케(Hermann Bauke, 1886년 - 1928년)는 독일의 저명한 칼빈 학자이다. 특별히 칼빈의 신학구조의 특성을 연구하여 책으로 출판하였다. 그의 책 칼빈신학의 문제점(Die Probleme Der Theologie Calvins)은 그의 신학의 학문성과 독창성을 보여준다. 칼빈의 신학구조에 나타난 반대의 통합(complexio oppositorum, the dialectic of opposites, the unity of opposites)에 대한 설명으로 잘 알려져 있다.

## 생애
바우케는 1904년 베를린에서 학교를 떠나는 시험에 합격했다. 스트라스부르 대학에 입학한 후 마르부르크, 할레, 베를린에서 학업을 계속했다. 1908년 베를린에서 첫 번째 신학 시험에 합격하고 1912년 베를린에서 두 번째 신학 시험에 합격했다. 1913년에는 슐라이에르마허 신학의 개혁적 성격에 관한 논문으로 박사 학위를 받았고, 1913/14년에는 베를린 인근 그륀하이데에서 목회자로 일했다. 전쟁 기간 동안 바우케는 리에주(州)의 야전 사단 목사이자 군목으로 활동했으며, 팜플렛으로도 출판된 그의 연설에서 독일의 영웅주의에 호소하고 독일의 전쟁 목표에 대한 선전가임을 증명했다. 1차 세계대전이 끝난 후 그는 할레 성모 교회("마르크트 교회")의 목사되었다. 일부 교수진의 반대에도 불구하고 바우케는 1921년 4월 할레 대학에서 역사신학을 전공하며 칼빈 신학의 문제점(Die Probleme Der Theologie Calvins)에 대한 논문을 발표했다. 그의 첫 강의는 "교회, 교회와 종파"에 관한 것이었다. 1922년부터는 교부학도 가르쳤다. 1924/25년에 바우케는 쾨니히스베르크 대학에서 교수직을 맡았다. 1925년 그는 부교수 직함을 받았다. 1927년 여름 학기에는 할레 대학교에서 교수직을 맡았다. 같은 해에 그는 킬 대학교의 역사신학 정교수로 임명되었다. 그는 칼빈신학 발전에 큰 공헌을 하였다.

## 같이 보기
- 반대의 통합
- 칼빈의 신학

## 저서
- Die Probleme Der Theologie Calvins